# Nicolás Mañón
Nicolás Mañón fue un militar y político dominicano nacido en la ciudad de Compostela de Azua. Destacó por su participación activa en el movimiento separatista dominicano que pretendía la independencia de la parte Este de la isla de Santo Domingo. 
Se encontró contribuyendo con los conjurados azuanos del golpe asestado al gobierno haitiano el 27 de febrero de 1844, y fue uno de los personajes políticos que se enfrentó a Buenaventura Báez, Diputado por Azua a las Cortes, con el fin de proclamar la plaza en favor de la independencia.
Jugó un papel destacado en la defensa nacional comandando el regimiento de macheteros de Azua que se encontraba en la retaguardia de la posición del regimiento comandado por Vicente Noble, en el ala derecha dominicana, en lo alto del Fuerte Resolí. Ordenó la carga a machete cuando por ese flanco se colaron las huestes haitianas que avanzaban por el camino del barro. 
Fue herido de gravedad en la contienda, lo que provocó su muerte. 
Antes de fallecer pidió que su cuerpo fuese enterrado en el Fuerte Resolí, lugar glorioso que le tocó defender. Así se hizo.
- Datos: Q6042378